# Martin Brunner
Pour les articles homonymes, voir Brunner.
Martin Brunner, né le 23 avril 1963 à Zurich en Suisse, est un gardien de but, puis entraîneur de football suisse.

## Biographie

### En club
Pendant sa carrière, Martin Brunner joue au total 489 matches dans le championnat suisse en ligue nationale A : de 1983 à 1994 avec le Grasshopper-Club Zurich et de 1994 à 1999 avec le FC Lausanne-Sport. 

### En sélection
Il a également 36 sélections avec l'équipe nationale suisse.

## Palmarès
- Vainqueur du Championnat Suisse en 1982, 1983, 1984, 1990, 1991.
- Vainqueur de la Coupe de Suisse en 1983, 1988, 1989, 1990, 1994, 1998, 1999.
- Finaliste de la Coupe des Alpes en 1987